# Mehraz

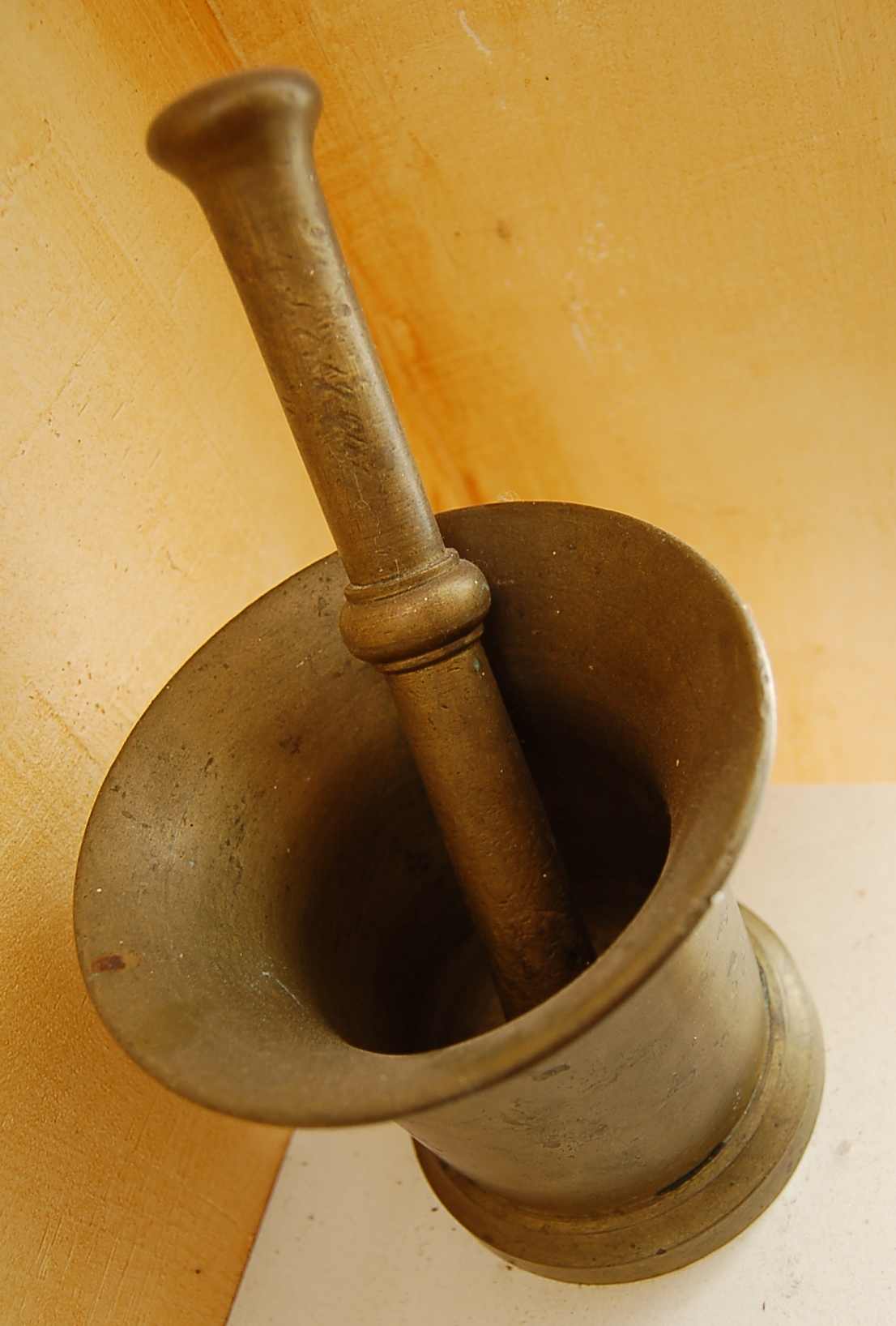
Meras.

Le mehraz ou mehras est un mortier utilisé dans le Maghreb.
Il est utilisé pour broyer les grains de café, les épices comme le cumin ou le poivre, les plantes telles que le persil, la coriandre et l'ail. 
Il sert aussi à l'élaboration de la sauce dersa.
Le mehraz ou mehras est constitué d'un récipient cylindrique et d'un pilon qui sert à broyer le contenu du récipient.